# Gynopeltis cryptospila
Gynopeltis cryptospila är en kackerlacksart som först beskrevs av Walker, F. 1868.  Gynopeltis cryptospila ingår i släktet Gynopeltis och familjen jättekackerlackor. Inga underarter finns listade i Catalogue of Life.